# 樺太神社

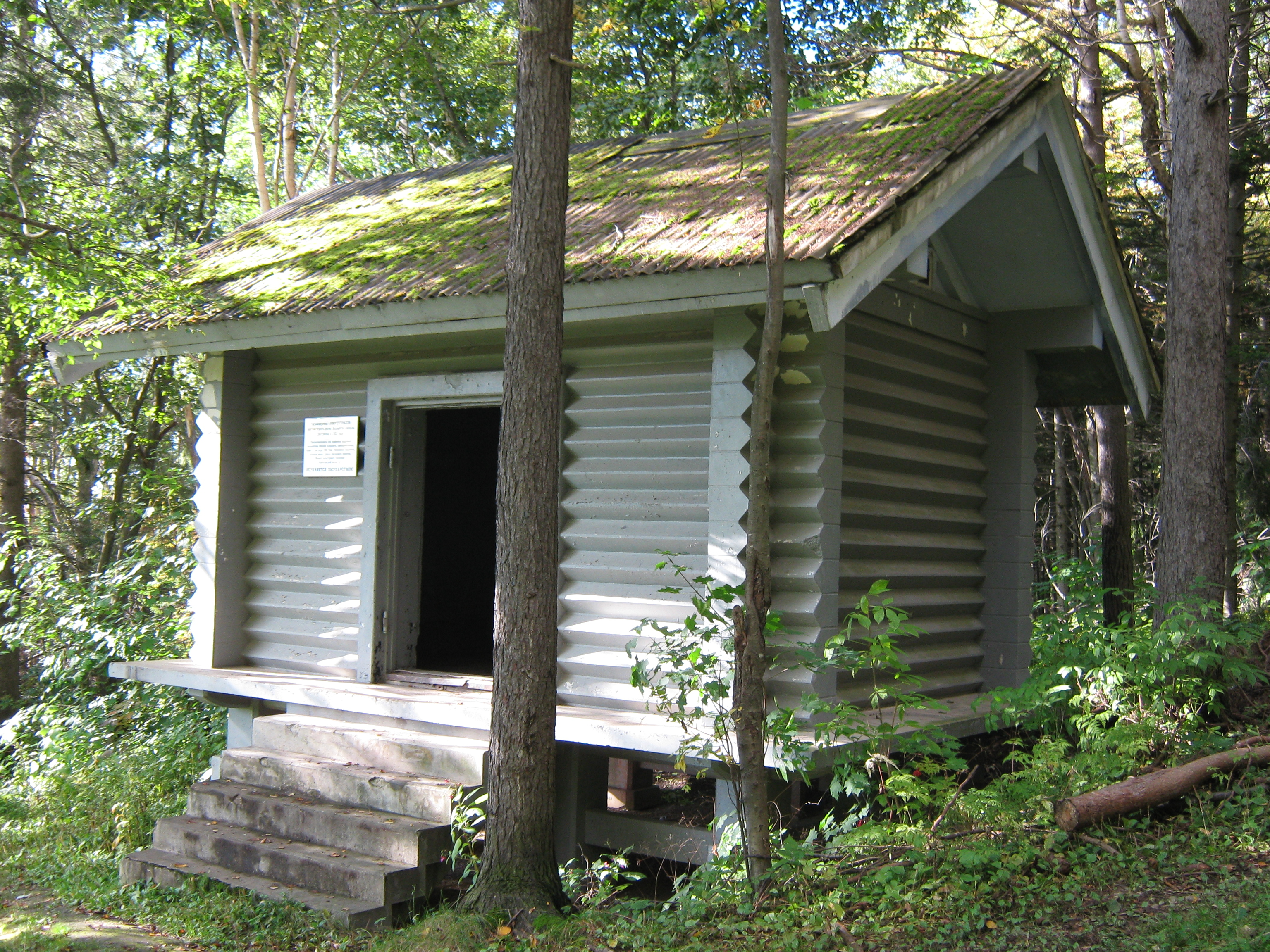
コンクリート製の宝物殿風建造物

樺太神社（からふとじんじゃ）は、樺太豊原市にあった神社である。社格は官幣大社（明治43年列社）。樺太の総鎮守・総氏神とされた。
祭神は大国魂神・大己貴神・少彦名命の「開拓三神」であった。
日露戦争の講和条約であるポーツマス条約により、樺太の南半分が日本領有となり、その鎮護のため、国土経営に神功のある上記開拓三神が奉祀せられたことにより、1911年8月22日鎮座祭がおこなわれ、8月23日に鎮座・創建された。8月23日は樺太の施政記念日である。1945年（昭和20年）、樺太のソ連軍による占領に伴い放棄され、11月17日に廃止される。樺太各地の神社の御霊代は札幌神社へ奉還できなかったため、樺太庁の指示により9月3日に焼納式が行われた。
殿舎は本殿のほか瑞籬、拝殿、祝詞舎、社務所、鳥居等を具備していた。大正2年度（1913年）例祭のときからはじめて実施した儀式で豊原神社の境内にある頓宮で神輿渡御の儀をおこなった。

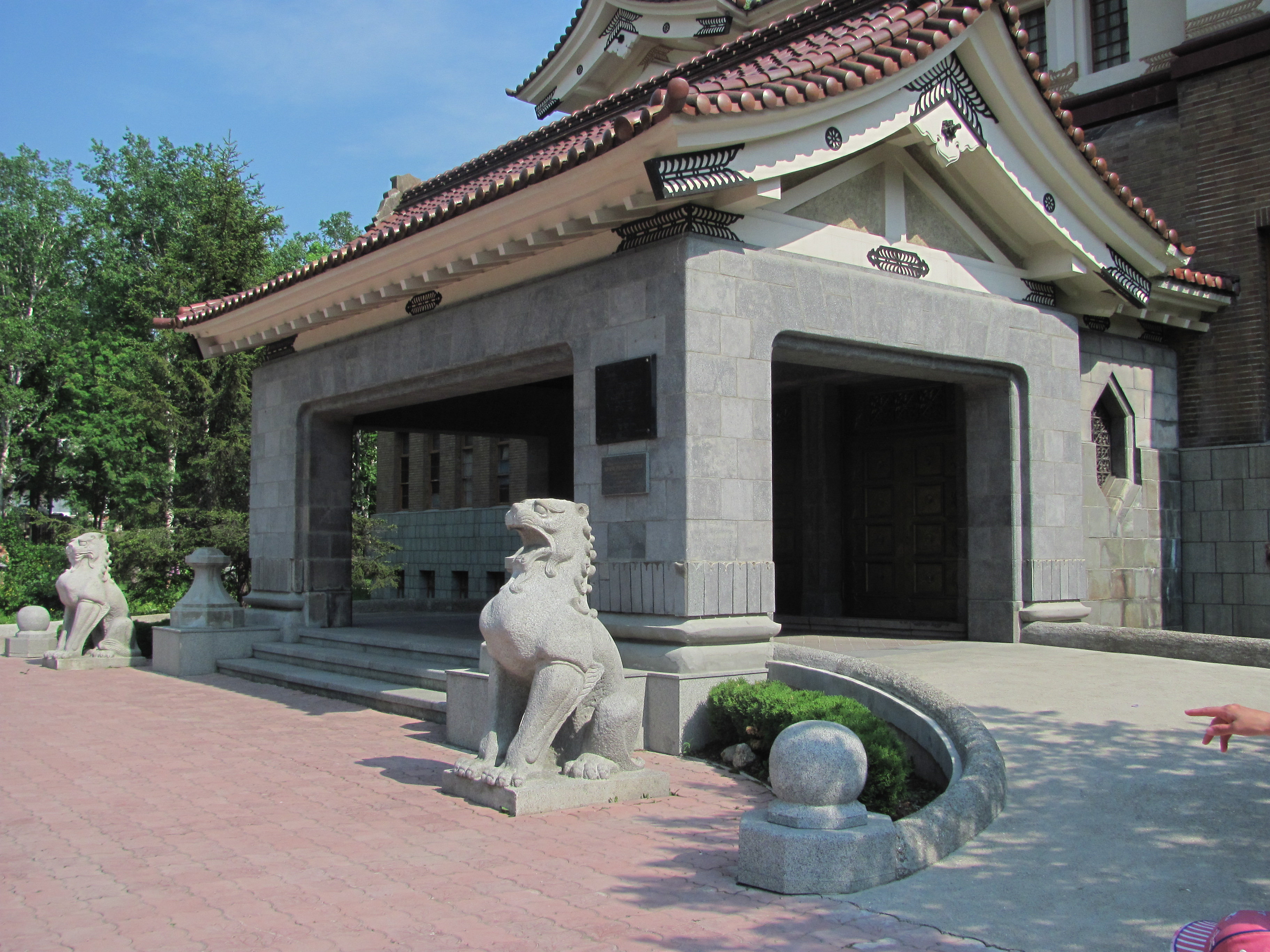
サハリン州郷土博物館入口に移設された旧樺太神社の狛犬

現在、本殿跡地は（後から建てられた洋風迎賓館を除き）空き地となり、「栄光広場」の名で戦勝記念碑、戦車などが展示されている。日露友好の証しとして校倉蔵を模したコンクリート製の宝物殿風建造物が建てられて、室内にはロシア語が記述された金属製記念プレートが飾られている。狛犬は、樺太庁博物館改めサハリン州郷土博物館に展示されている。南西方向へ約300メートル離れた地点（現ユジノサハリンスク市立病院裏）に樺太護国神社（招魂社）があったが、社殿の基礎部分が残っている。
札幌神社改め北海道神宮では、旧樺太神社の例祭の日だった8月23日に樺太開拓記念祭を行っている。